# Verdicchio
Verdicchio är en vindruva som används i provinsen Marche i östra Italien för framställning av vitt vin. De viktigaste regionerna är Ancona, Macerata, Verdicchio dei Castelli di Jesi och Verdicchio di Matelica. Namnet kommer av vinets gröngula färg.